# Ottersheim
Pour l’article homonyme, voir Ottersheim bei Landau.
Ottersheim est une municipalité allemande située dans le land de Rhénanie-Palatinat et l'arrondissement du Mont-Tonnerre.